# Alayta
L'Alayta, aussi appelé Urikomam, est un volcan d'Éthiopie.

## Géographie
L'Alayta est situé dans le Nord-Est du pays, dans l'ouest de la dépression de l'Afar et au sud-ouest du lac Afrera. Administrativement, il se trouve dans les zones 2 et 4 de la région Afar. Ce volcan bouclier couvre une superficie de 2 700 km2 et culmine à 1 501 mètres d'altitude.
La montagne aux flancs réguliers est parcourue selon un axe nord-nord-ouest-sud-sud-est par une série de cratères et de fissures qui passent par le sommet et qui soulignent le rift ayant donné naissance au volcan. C'est par ces bouches éruptives que la lave de nature basaltique à trachytique a été émise en édifiant le volcan et en constituant un vaste champ de lave s'étendant à ses pieds au sud et surtout à l'est.

## Histoire
Seules deux éruptions, un temps attribuées à l'Afderà situé au nord-est, survenues de juin au 4 août 1907 et en 1915 sont connues sur l'Alayta. L'activité volcanique actuelle est représentée par des fumerolles émises dans le sud du volcan.